# V (album Vanessy Hudgens)
V – debiutancki album Vanessy Hudgens, wydany 26 września 2006.
Na początku października 2006 roku zadebiutował na liście Billboard 200 na 24. miejscu z 34. Otrzymał status RIAA - Złotej z 900 tys. sprzedanymi egzemplarzami, 34 tys. kopiami i wciąż się dobrze sprzedaje. W ciągu pierwszego tygodnia sprzedano 40 tys. płyt. Singlami są „Say Ok“, „Come Back to Me“ oraz „Let:s Dance“ użyty do promocji amerykańskiego Tańca z Gwiazdami (Dancing with the Stars). 28 sierpnia 2007 r. wydana została reedycja tego albumu - V Deluxe Edition

## Lista utworów
1. "Come Back to Me" (Armato, James, Beckett, Crowley) – 2:47
2. "Let Go" (Bojanic, Hooper, Levan) – 2:48
3. "Say Ok" (Birgisson, Kotecha) – 3:41
4. "Never Underestimate a Girl" (Gerrard, Nevil) – 3:03
5. "Let's Dance" (Gerrard, Jeberg, Benenate) – 2:53
6. "Drive" (Haywood, Norland) – 3:25
7. "Afraid" (James, Haywood, Spalter) – 3:17
8. "Promise" (James, Haywood, Peiken) – 3:16
9. "Whatever Will Be" (Kotecha, Falk, Shultze) – 3:47 Piosenka była wcześniej wykonywana przez australijską piosenkarkę Tammin, która tak właśnie nazwała swoją płytę (maj 2005). Hudgens zaśpiewała tę piosenkę ze zmianami linii melodycznej oraz akompaniamentu. Do tworzenia podkładu przycznyniła się również Vanessa grając na fortepianie.
10. "Rather Be with You" (Bojanic, Hooper) – 3:34
11. "Psychic" (Vieira) – 3:01
12. "Lose Your Love" (Vieira) – 3:01

Utwory dodatkowe
- "Don't Talk" – 2:35
- "Make You Mine" – 3:40
- "Drip Drop" – 3:32

## Covery
1. "Afraid" - Melissa Schuman
2. "Whatever will be" - Tammin
3. "Let go" - Raffish

## Reedycja
Ponieważ album V okazał się sukcesem, postanowiono wydać reedycję tego albumu. Album nosi nazwę V Deluxe Edition. Premiera miała miejsce 28 sierpnia 2007 roku w Japonii, a Stanach Zjednoczonych 19 grudnia 2007 roku. Składa się on z dwóch dysków: CD oraz DVD.

## Dysk 1 CD
- "Come Back to Me"
- "Let Go"
- "Say OK"
- "Never Underestimate a Girl"
- "Let's Dance"
- "Drive"
- "Afraid"
- "Promise"
- "Whatever Will Be"
- "Rather Be with You"
- "Psychic"
- "Lose Your Love"
- "Too Emotional"
- "Drip Drop"
- "Don't Talk"
- "Make You Mine"
- "Come Back To Me (CHRIS COX RADIO EDIT)"
- "Come Back To Me (CHRIS COX DANCE EDIT)"

## Dysk 2 DVD
1. "Come Back to Me" (teledysk)
2. "Say OK" (teledysk)
3. "Come Back to Me" (teledysk ze śpiewania na żywo)
4. "Say OK" (teledysk ze śpiewanaia na żywo)
5. Vanessa Hudgens do fanów